# Saropogon villosus
Saropogon villosus là một loài ruồi trong họ Asilidae. Saropogon villosus được Janssens miêu tả năm 1961. Loài này phân bố ở vùng Cổ Bắc giới.